# BK Brno
Basketbalový Klub Brno is het toonaangevende team van het vrouwenbasketbal in Brno.
BK Brno werd opgericht in 1993. Het vrouwenbasketbalteam is beroemd, want in 2006 wonnen zij de EuroLeague Women van VBM-SGAU Samara uit Rusland met 68-54. In 2005 had Brno nog van VBM-SGAU Samara verloren in de EuroLeague Women. Toen met 66-69. In 2008 verloor Brno weer de finale van de EuroLeague Women. Nu verloren ze van Spartak Oblast Moskou Vidnoje uit Rusland met 60-75.

## Verschillende sponsornamen
- 1993-1994: BK Drakr Žabovřesky
- 1994-1997: BK IMOS Žabovřesky
- 1997-1999: BK IMOS Gambrinus Žabovřesky
- 1999-2000: BK Gambrinus Brno - Žabovřesky
- 2000-2001: BK Gambrinus BVV Brno
- 2001-2002: Gambrinus Brno
- 2002-2005: Gambrinus JME Brno
- 2005-2009: Gambrinus SIKA Brno
- 2009-2011: Frisco Sika Brno
- 2011-2012: Frisco Brno
- 2012-2015: BK IMOS Brno
- 2015-2016: BK Žabiny Brno
- 2016-2017: BK Handicap Brno
- 2017-heden: Basket Žabiny Brno

## Erelijst
- Landskampioen Tsjechië: 14
  - Winnaar: 1996, 1997, 1998, 1999, 2000, 2001, 2002, 2003, 2004, 2005, 2006, 2007, 2008, 2010
  - Tweede: 1995, 2009, 2011, 2012, 2013, 2014, 2018
  - Derde: 1994

- Bekerwinnaar Tsjechië: 20
  - Winnaar: 1996, 1997, 1998, 1999, 2000, 2001, 2002, 2003, 2004, 2005, 2006, 2007, 2008, 2009, 2013, 2017, 2020, 2022, 2023, 2024
  - Runner-up: 2010, 2011, 2012, 2014, 2015

- EuroLeague Women: 1
  - Winnaar: 2006
  - Runner-up: 2005, 2008

## Bekende (oud)-spelers
- Kamila Vodičková
- Jelena Škerović
- Olena Zjyrko
- Maria Stepanova
- DeLisha Milton-Jones
- Deanna Nolan